# Wurmbea tubulosa
Wurmbea tubulosa är en tidlöseväxtart som beskrevs av George Bentham. Wurmbea tubulosa ingår i släktet Wurmbea och familjen tidlöseväxter. Inga underarter finns listade i Catalogue of Life.